# Orenburská vojenská vysoká letecká škola

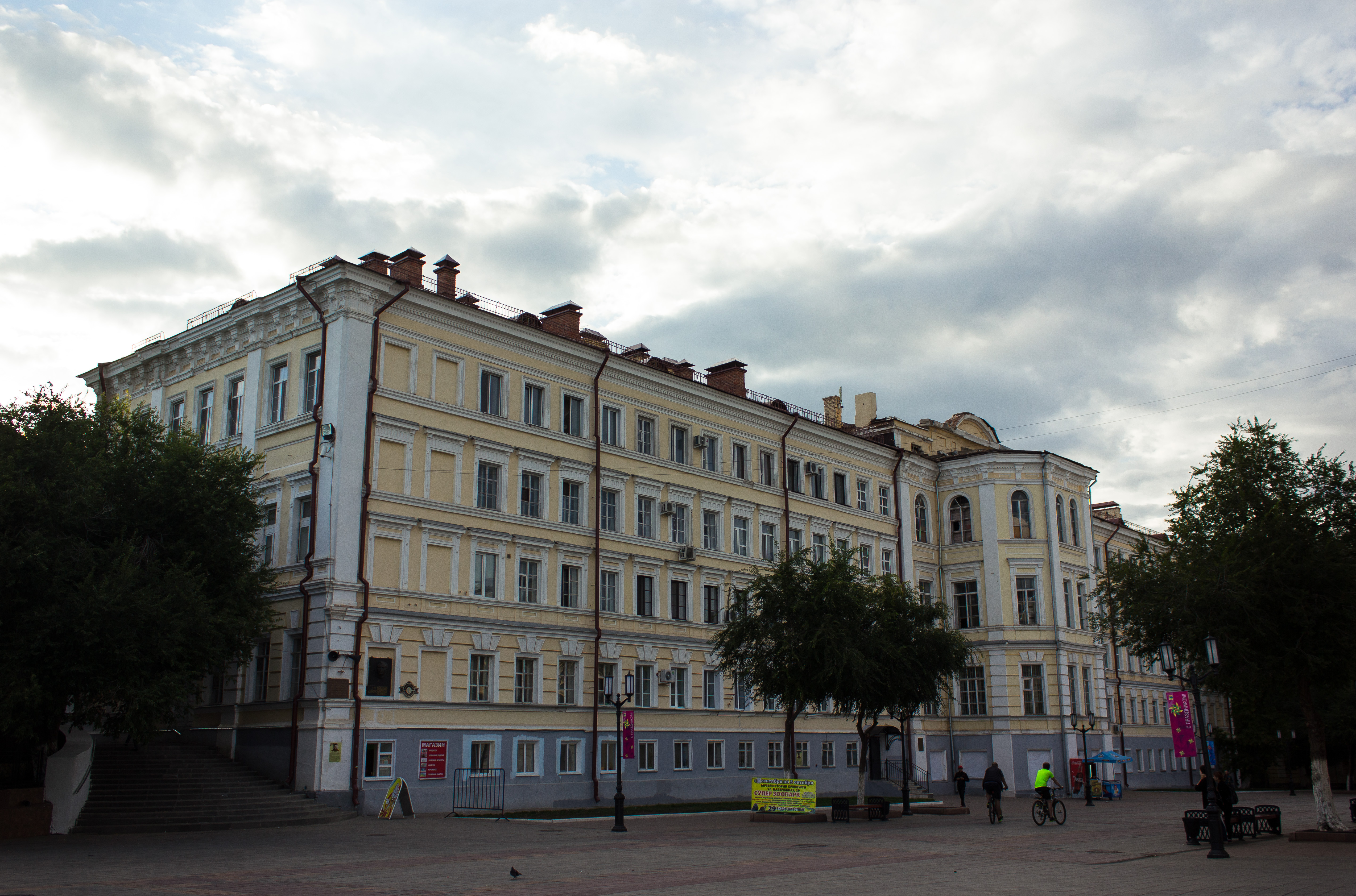
Bývalá Polbinova orenburská vojenská vysoká letecká škola pilotů (zrušena 1993).

Polbinova orenburská vojenská vysoká letecká škola pilotů vyznamenaná řádem Rudého praporu (rusky Оренбургское высшее военное авиационное Краснознаменное училище лётчиков имени И. С. Полбина (ОВВАКУЛ)) byla sovětská vojenská škola v Orenburgu.

## Historie
Škola vznikla roku 1921 v Serpuchově, městě Moskevské oblasti, jako Serpuchovská vysoká škola vzdušného boje (Серпуховская высшая школа воздушного боя). Ústav připravoval piloty pro Rudou armádu. Roku 1928 byla přemístěna do Orenburgu a přejmenována na Třetí vojenskou školu pilotů a pilotů-pozorovatelů (Третья военная школа летчиков и летчиков-наблюдателей). Roku 1938 byla přejmenována na Vorošilovovu vojenskou leteckou školu pilotů (Военное авиационное училище лётчиков им. К.Е.Ворошилова, ВАУЛ им. К.Е.Ворошилова). Už příští rok byla škola rozdělena na dvě – pro piloty a pro navigátory.
Roku 1960 byly obě orenburské školy sloučeny s Kirovobadskou školou pilotů (dříve přeloženou do Orska) ve vysokou školu – Orenburskou vojenskou vysokou leteckou školu pilotů (Оренбургское высшее военное авиационное училище летчиков (ОВВАУЛ)), od roku 1967 nosící jméno dvojnásobného hrdiny Sovětského svazu generálmajora Ivana Semjonoviče Polbina.
Škola vychovala 328 hrdinů Sovětského svazu (v tom 9 dvojnásobných hrdinů).
Roku 1993 byla škola zrušena.